# 関東学生クリケット連盟
関東学生クリケット連盟は、大学におけるクリケット部及びクリケットサークルの活動団体である。日本学生クリケット連盟傘下。

## 概要
関東地方に本部をおく大学のクリケット部、クリケットサークルにより結成された。クラブチームとしての日本のクリケットクラブが創立されたのは、1987年設立の慶應義塾大学が初めとされる。その後次々と大学にクリケットクラブが創設され、現在では関東学生選手権などで互いに競い合っているが、クリケット日本代表に選出される選手もいる。また、クリケットの各種大会やイベントの運営を行っている。日本クリケット協会加盟団体。

## 加盟校
- 青山学院大学
- 慶應義塾大学
- 聖心女子大学
- 専修大学
- 拓殖大学
- 中央大学
- 東京工科大学
- 早稲田大学

## 関連
- 日本クリケット協会